# Uladsislau Tschamarmasowitsch
Uladsislau Tschamarmasowitsch (belarussisch Уладзіслаў Чамармазовіч; * 18. April 1995) ist ein belarussischer Leichtathlet, der sich auf den Stabhochsprung spezialisiert hat.

## Sportliche Laufbahn
Erste internationale Erfahrungen sammelte Uladsislau Tschamarmasowitsch im Jahr 2017, als er bei den U23-Europameisterschaften in Bydgoszcz ohne eine gültige Höhe in der Qualifikation ausschied. Im Jahr darauf nahm er an den Europameisterschaften in Berlin teil, verpasste dort aber mit übersprungenen 5,36 m den Finaleinzug.
2017, 2018 und 2020 wurde Tschamarmasowitsch belarussischer Meister im Stabhochsprung im Freien sowie 2020 und 2021 auch in der Halle.

## Persönliche Bestleistungen
- Freiluft: 5,55 m, 2. Juni 2018 in Öskemen
- Halle: 5,40 m, 3. Februar 2018 in Homel